# Alpen-Sockenblume
Die Alpen-Sockenblume (Epimedium alpinum) auch Bischofsmütze,  Bischofshut oder (Großes) Dreiblatt, ist eine Pflanzenart aus der Gattung der Sockenblumen (Epimedium) in der Familie der Berberitzengewächse (Berberidaceae).

## Beschreibung

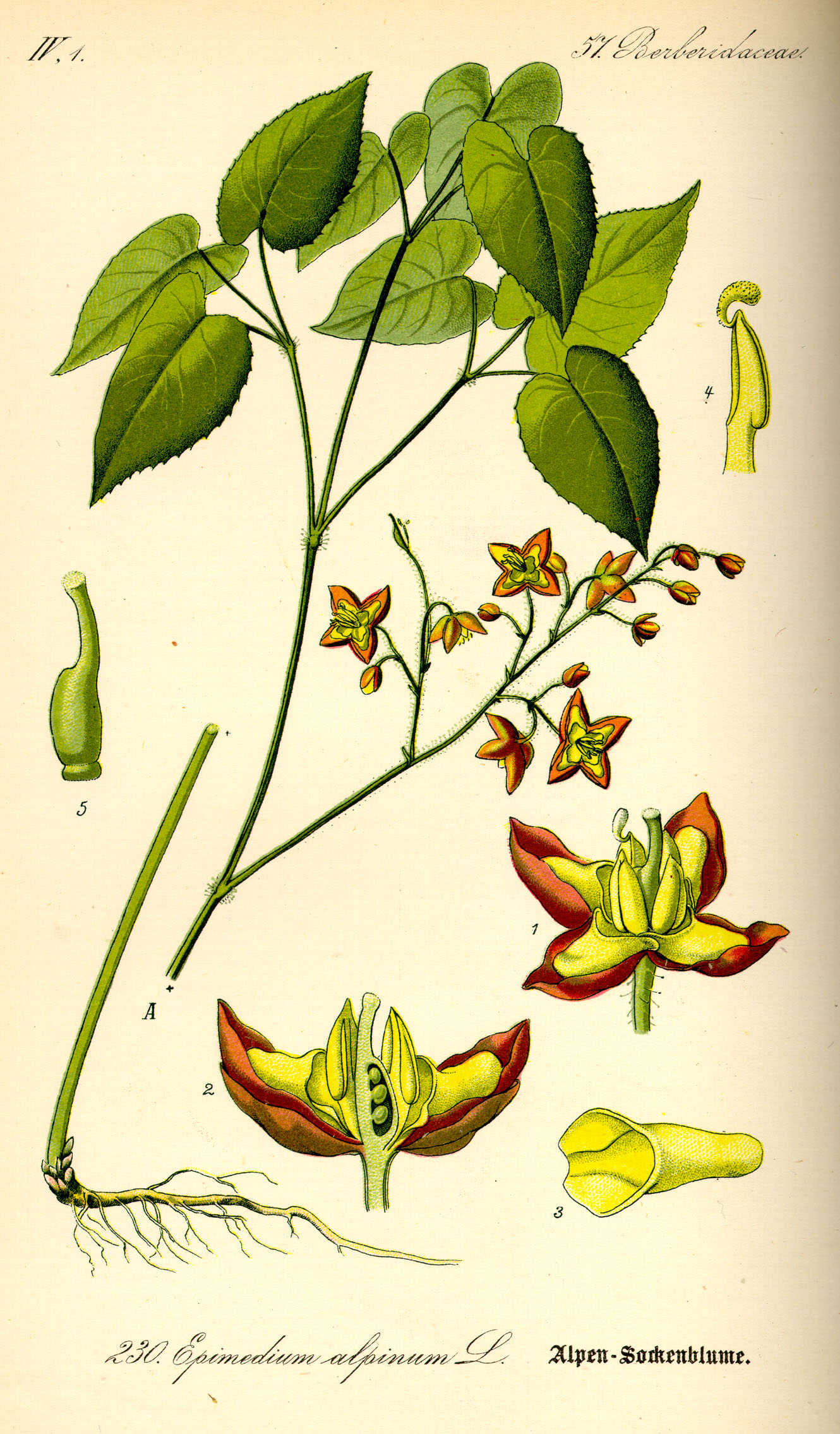
Illustration aus
Otto Wilhelm Thomé: Flora von Deutschland, Österreich und der Schweiz, Gera 1885

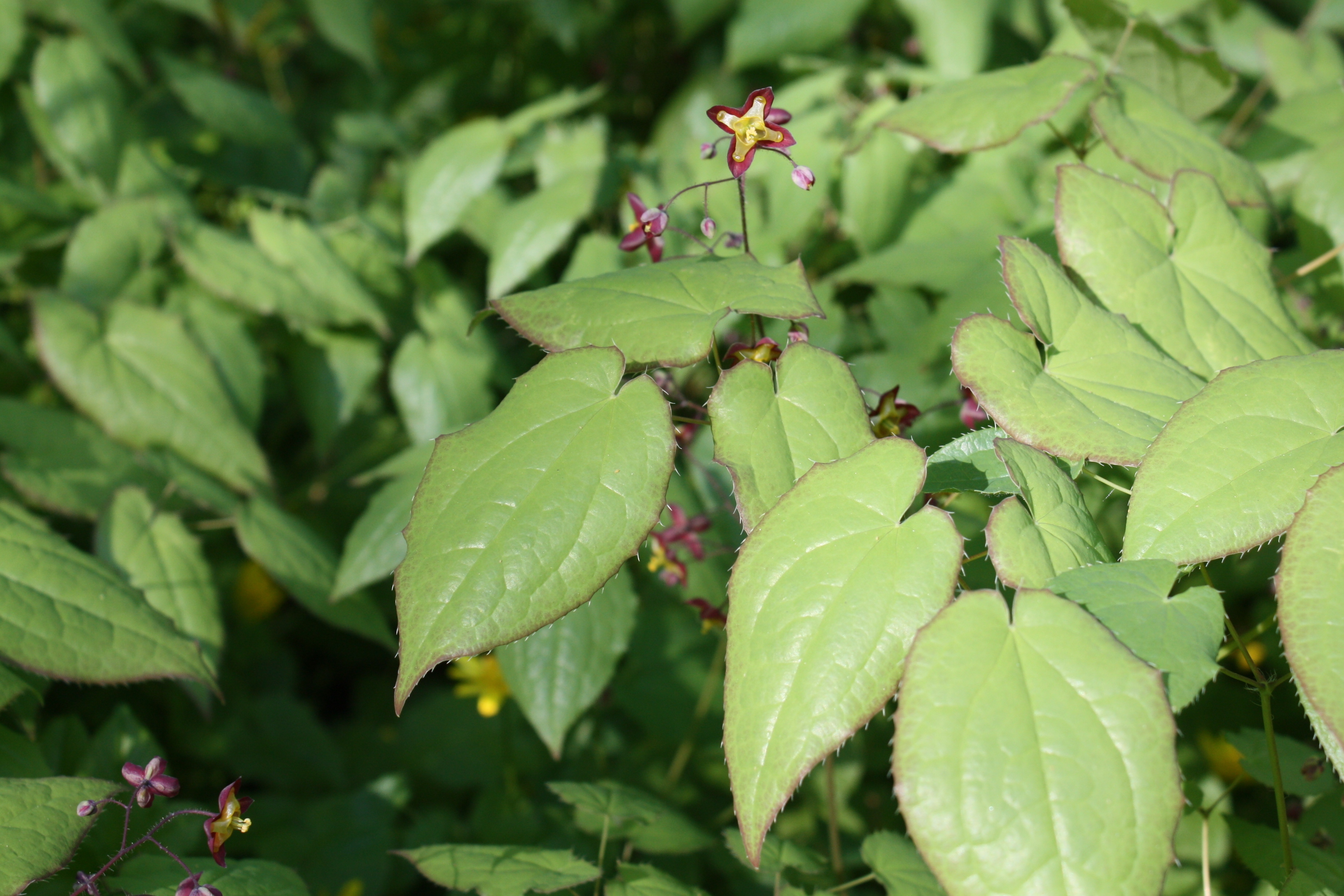
Laubblätter und Blütenstand

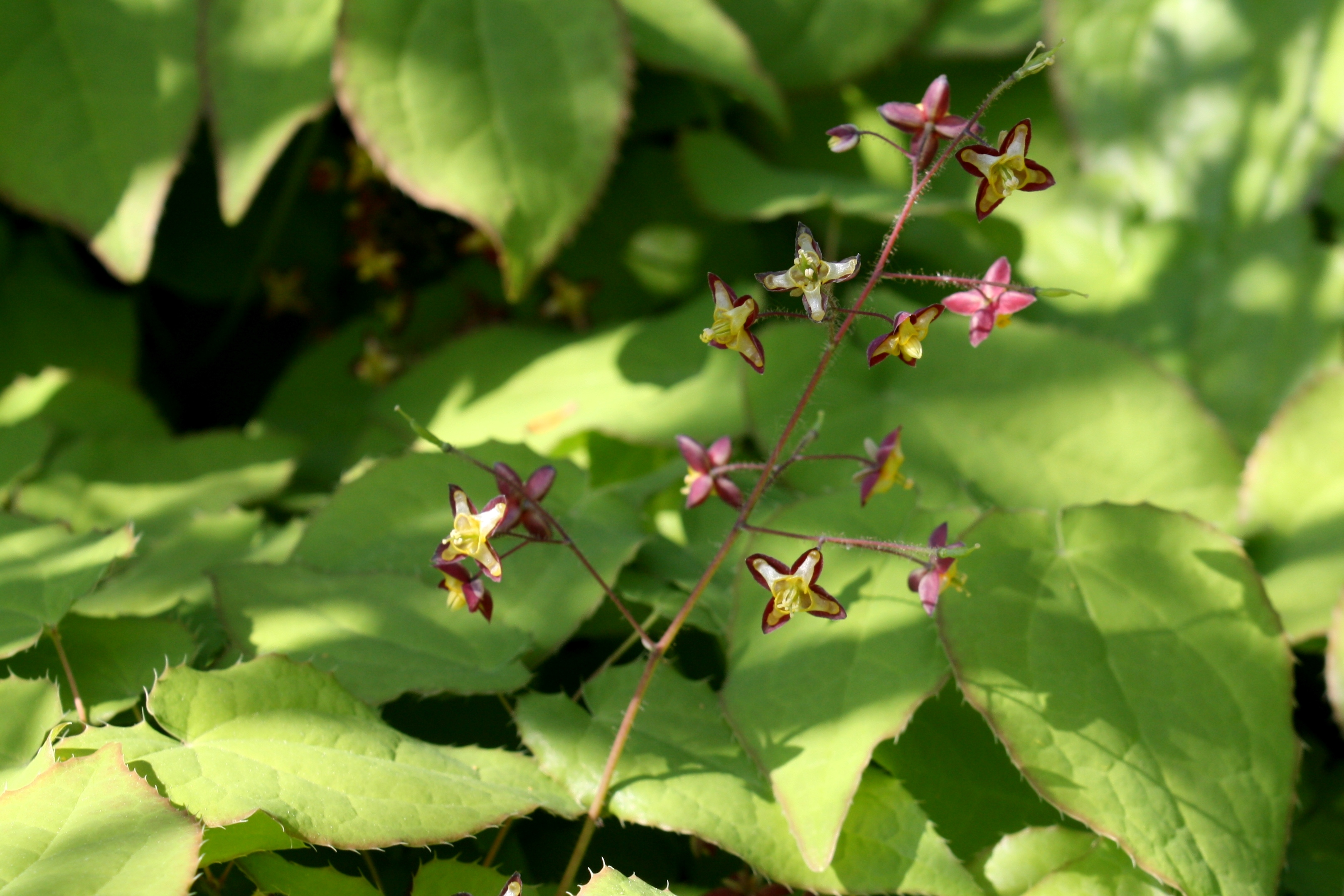
Blütenstand

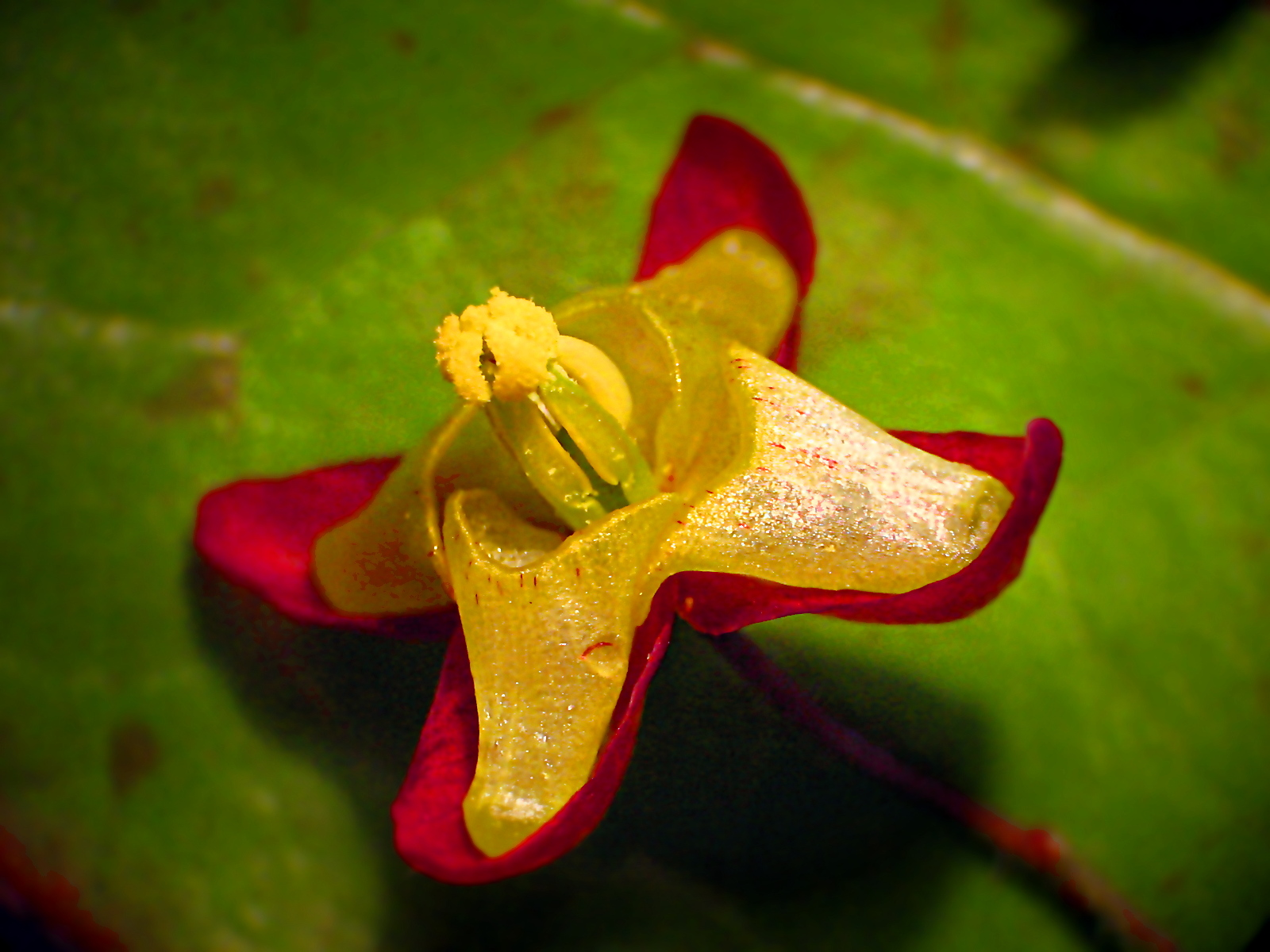
Einzelblüte

### Vegetative Merkmale
Die Alpen-Sockenblume ist eine ausdauernde, krautige Pflanze, die Wuchshöhen von 20 bis 40 Zentimetern erreicht. Der „Wurzelstock“ (Rhizom) ist kriechend. Ein grundständiges Laubblatt wird nach der Blütezeit gebildet. Der kahle Stängel ist bogig aufrecht und oft einblättrig.
Die langstieligen Blätter sind doppelt dreizählig, die kurz gestielten, spitzen bis zugespitzten oder rundspitzigen, dünnen bis ledrigen Teilblättchen sind 2 bis 8 Zentimeter lang, eiförmig, am Grund pfeil- bis herzförmig, meist grannig, borstig, stachelig gezähnt, bewimpert oder ganzrandig, oft mit rötlichem Rand. Die Randgrannen sind oft mehr als 1 Millimeter lang und stehen in einem Winkel von 45 Grad bis 60 Grad ab. Die Blattoberseite ist dunkelgrün, die Unterseite ist mattgrün und anfänglich zerstreut mit kurzen, krausen, rötlichen Haaren bedeckt und verkahlend.

### Generative Merkmale
Die Blütezeit reicht von Mai bis Juli. Jeweils wenige Blüten sind zu einem lockeren, endständigen, mehr oder weniger klebrig-drüsig behaarten und rispigen Blütenstand angeordnet. Die zierlichen, zwittrigen und gestielten Blüten sind vierzählig mit doppelter Blütenhülle und bei einer Breite von ungefähr 1 Zentimeter zygomorph. Die Blütenstiele sind klebrig-drüsig behaart. Die vier Kelchblätter haben eine Länge von bis zu 4 Millimetern, sind grün bis rötlich gefärbt und früh hinfällig. Die vier Kronblätter sind dunkelrot und doppelt so groß wie die Kelchblätter. Es sind vier schuh-, mützenförmige, gelbe und gespornte Nektarblätter vorhanden.
Die mehrsamige Balgfrucht ist bis zu 2 Zentimeter lang und kurz geschnäbelt.
Die Chromosomenzahl beträgt 2n = 12.

## Vorkommen
Das Verbreitungsgebiet der Alpen-Sockenblume erstreckt sich von Albanien bis in die Südalpen, nach Westen reicht es bis Piemont. Es gibt Fundortangaben für die Länder Österreich, Italien, Slowenien, Serbien, Kosovo, Kroatien, Bosnien-Herzegowina, Montenegro und Albanien. In Frankreich, Deutschland, in den Niederlanden, Belgien, Luxemburg, England und in der Slowakei ist Epimedium alpinum ein Neophyt.
Die Alpen-Sockenblume gedeiht in montanen schattigen, warmen Laubwäldern in Höhenlagen meist von 1000 bis 1200 Metern. Sie ist selten. Es ist in den Südalpen und auf der Balkanhalbinsel besonders der Wald mit der Traubeneiche (Quercus petraea), Hainbuche (Carpinus betulus), Sommerlinde (Tilia platyphyllos), dem Bergahorn (Acer pseudoplatanus) und der Feldulme (Ulmus minor).
Die ökologischen Zeigerwerte nach Landolt et al. 2010 sind in der Schweiz: Feuchtezahl F = 3 (mäßig feucht), Lichtzahl L = 2 (schattig), Reaktionszahl R = 2 (sauer), Temperaturzahl T = 4+ (warm-kollin), Nährstoffzahl N = 3 (mäßig nährstoffarm bis mäßig nährstoffreich), Kontinentalitätszahl K = 2 (subozeanisch).

## Taxonomie
Die Erstveröffentlichung von Epimedium alpinum erfolgte 1753 durch Carl von Linné in Species Plantarum, Tomus I, S. 117. Das Artepitheton alpinum bedeutet „aus den Alpen“.

## Nutzung
Die Art wurde in Schlesien schon im 17. Jahrhundert kultiviert.